# كارولين دورمون
كارولين كورونيوس دورمون، تعرف (بالإنجليزية: Caroline Dormon)‏أيضا باسم كاري دورمون 19 يولية 1888-21نوڤمبر1971)) عالمة نبات ، بستاني ، عالم الطيور ، مؤرخ ، عالم الآثار ، تعمل في صيانة المباني، الطبيعة ، الحفاظ على البيئة ،عالمة طبيعة، وأديبة من لويزيانا. كانت أول موظفة في دائرةخدمة الغابات في الولايات المتحدة ويعتبرها البعض أول صديقة للبيئة في لويزيانا. 
ولدت في ظروف متواضعة في برياروود،  وكان منزل أسرتهايقع في شمال مقاطعة نتشتوشس بلويزيانا Natchitoches Parish ، والدها جيمس ل. دورمون ووالدتها كارولين تروتي سابقاً. نشأت في معمدانية جنوبية في أركاديا، مقر أبرشية حكومة بينفيل باريش ، في شمال لويزيانا. ولم تتزوج قط.

## خلفية
اهتمت دورمون منذ طفولتهااهتمامًا كبيرًا بالنباتات والحياة البرية. وقد تلقت تعليمها في المعمدان -affiliated جادسون كلية، ماريون، ألاباما، والتي حصلت على درجة البكالوريوس في الأدب والفن . درست لعدة سنوات في مدارس لويزيانا، ثم أعادت تأسيس منزلها في برياروود عام 1918. بدأت في جمع الأشجار والشجيرات الأصلية والمحافظة عليها. 
أصبحت ممثلة العلاقات العامة في إدارة الغابات في لويزيانا في عام 1921، وحضرت مؤتمر الغابات الجنوبية في عام 1922 وأقنعت دائرة الغابات في الولايات المتحدة بإنشاء غابة وطنية في لويزيانا. عمل الممثل الأمريكي جيمس ب. أسويل من نيتشيتوشس Natchitoches مع دورمون لإثمار غابة Kisatchie الوطنية، التي استلمت منصبها في عام 1930أثناء إدارة الرئيس هربرت هوفر . 
في عام 1941 ، أثناء إدارة الحاكم سام هيوستن جونز، اانضمت دورمون إلى قسم الطرق السريعة في لويزيانا (لاحقًا وزارة النقل والتنمية في لويزيانا) كمستشار تجميل. وعملت فيما بعد كمستشارة للمناظر الطبيعية في مستشفى هيو پى لونج الخيرياهتمت دورمون منذ الصغراهتمامًا كبيرًا بالنباتات والحياة البرية.  تلقت تعليمها في كلية جودسون التابعة للمعمدانيين، ماريون، ألاباما، والتي حصلت منها على درجة البكالوريوس في الأدب والفن.  درست لعدة سنوات في مدارس لويزيانا، ثم أعادت تأسيس منزلها في برياروودفي عام 1918. وبدأت في جمع الأشجار والشجيرات الأصلية والمحافظة عليها كما عملت لاحقاًكمستشارة للمناظر الطبيعية في مشفى هيو پى لونغ الخيري . في بينفيل Pineville ، لويزيانا شرق النهر الأحمر . كما عملت كمستشارة لحدائق هودجيز. 
اقترحت دورمون أيضًا ماسمّى فيمابعد مشتل ولاية لويزيانا الذي يقع على بعد ثمانية أاميال (13   كم) شمال فيل بلات ، مقر أبرشية إيفانجلين ، كجزء من حديقة شيكوت الحكومية القريبة.  تم تخصيص 301 فداناً (1.22كم) لذلك المشتل عام1964. افتُتِحَ كارولين دورمون لودغ في عام 1965، وكان بمثابة مزاراًومكتبة ًومعشبة للنباتات المحلية التي تنمو داخل حدود المشتل. 
كانت دورمون المرأة الوحيدة في لجنة دي سوتو التي أنشأها الكونغرس في عام 1935 لإحياء الذكرى 400 لبعثة هيرناندو دي سوتو عبر جنوب شرق أمريكا، التي عبرت شمال لويزيانا. 
في عام 1965 ، حصلت على جائزة دكتوراه فخرية في العلوم من جامعة ولاية لويزيانا في باتون روج .  توجد مجموعة دورمون في مكتبة يوچين پى واطسون التذكارية بجامعة ولاية نورثويسترن Northwestern State University في نيتشتوتشس Natchitoches. 
افتتح مجلس مدرسة راپيدز پاريش سكوول Rapides Parish School مدرسة كارولين دورمون جونيور الثانوية في وودوورث في أغسطس عام 2012. تقع المدرسة على مساحة 33 فداناً (130، 000 م2)في موقع متفرع من طريق الولايات المتحدة السريع 165. تبرعت دائرة غابات الولايات المتحدة بأرض المدرسة من غابة كيزاتشى الوطنية . 

## الموت والإرث
توفت دورمون في شريفبورت ودُفِنَت في مقبرة كنيسة برياروود المعمدانية بالقرب من منزلها. أوصت دورمون بمنزلها في برياروود للجمهور. يقع المنزل بالقرب من سالين في أبرشية بينفيل الجنوبية، وهي مقر محمية كارولين دورمون الطبيعية.
نظم المحامي في نيتشيتوتشس Natchitoches ورجل الخير أرثر واطسون Arthur C. Watson مؤسسة الحفاظ على محمية كارولين دورمون الطبيعية، وعمل أمينًا للخزانة حتى وفاته في عام 1984. يمتد ممركارولين دورمون ل10.5ميلاً(16.9كم) في مجمع كيزاتشى بايوالترفيهي داخل الغابة الوطنية، ويبدأعند طريق لونغليف ذو المناظر الخلابة. 
الأعمال المنشورة
تشمل أعمالها المنشورة: 
- الزهور البرية في لويزيانا (1934)
- أشجار الغابات في لويزيانا (1941)
- زهور أصلية في أعماق الجنوب (1958)
- يفضل المواطنون (1965)
- صبي هندي جنوبي (1967)
- بيرد توك (1969).

## االمراجع
1. ↑  Marilyn Bailey Ogilvie (16 Dec 2003). The Biographical Dictionary of Women in Science: Pioneering Lives From Ancient Times to the Mid-20th Century (بالإنجليزية). Routledge. Vol. 1. p. 370. ISBN:978-1-135-96342-2. OCLC:174736794. OL:34099M. QID:Q28721132.
2. 1 2  Journal, Daily. "EARTH LADY: Caroline Dormon considered Louisiana's first true conservationist". Daily Journal (بالإنجليزية). Archived from the original on 2019-08-02. Retrieved 2019-08-02.
3. ↑  "Home". Briarwood Nature Preserve. مؤرشف من الأصل في 2019-09-09. اطلع عليه بتاريخ 2017-12-05.
4. 1 2  "Dictionary of Louisiana Biography - C - Louisiana Historical Association". Lahistory.org. مؤرشف من الأصل في 2016-09-25. اطلع عليه بتاريخ 2017-12-05.
5. ↑  "Archived copy". مؤرشف من الأصل في 2006-12-05. اطلع عليه بتاريخ 2006-12-29.{{استشهاد ويب}}:  صيانة الاستشهاد: الأرشيف كعنوان (link)
6. ↑  "About The Louisiana State Arboretum". 20 فبراير 2007. مؤرشف من الأصل في 2007-02-20. اطلع عليه بتاريخ 2017-12-05.
7. ↑  Peak (المحرر). Louisiana Arboretum. Governor's Office of Federal Affairs and Special Projects.
8. ↑  Claassen, Cheryl (Jun 1994). "Caroline Coroneos Dorman". Women in Archaeology (بالإنجليزية). University of Pennsylvania Press. pp. 124–125. ISBN:978-0-8122-1509-0. Archived from the original on 2020-07-13.
9. ↑  Allured, Janet; Gentry, Judith F.; Farmer-Kaiser, Mary; Frystak, Shannon (2009). Louisiana Women: Their Lives and Times (بالإنجليزية). University of Georgia Press. p. 193. ISBN:978-0-8203-4269-6. Archived from the original on 2020-07-13.
10. ↑  "Kisatchie National Forest - Home". Fs.fed.us. مؤرشف من الأصل في 2010-12-20. اطلع عليه بتاريخ 2017-12-05.
11. ↑  "Natchitoches.net : Outdoor Recreation". 3 أبريل 2007. مؤرشف من الأصل في 2007-04-03. اطلع عليه بتاريخ 2017-12-05.
12. ↑  "Dormon, Caroline 1888-1971". WorldCat Identities. مؤرشف من الأصل في 2020-02-18.